# جاي إتش إم. هاوكس
جاي إتش إم. هاوكس (بالإنجليزية: J. H. M. Hawkes)‏ هو شخصية أعمال أسترالي، ولد في 9 يوليو 1851، وتوفي في 5 مايو 1944.